# Armillae

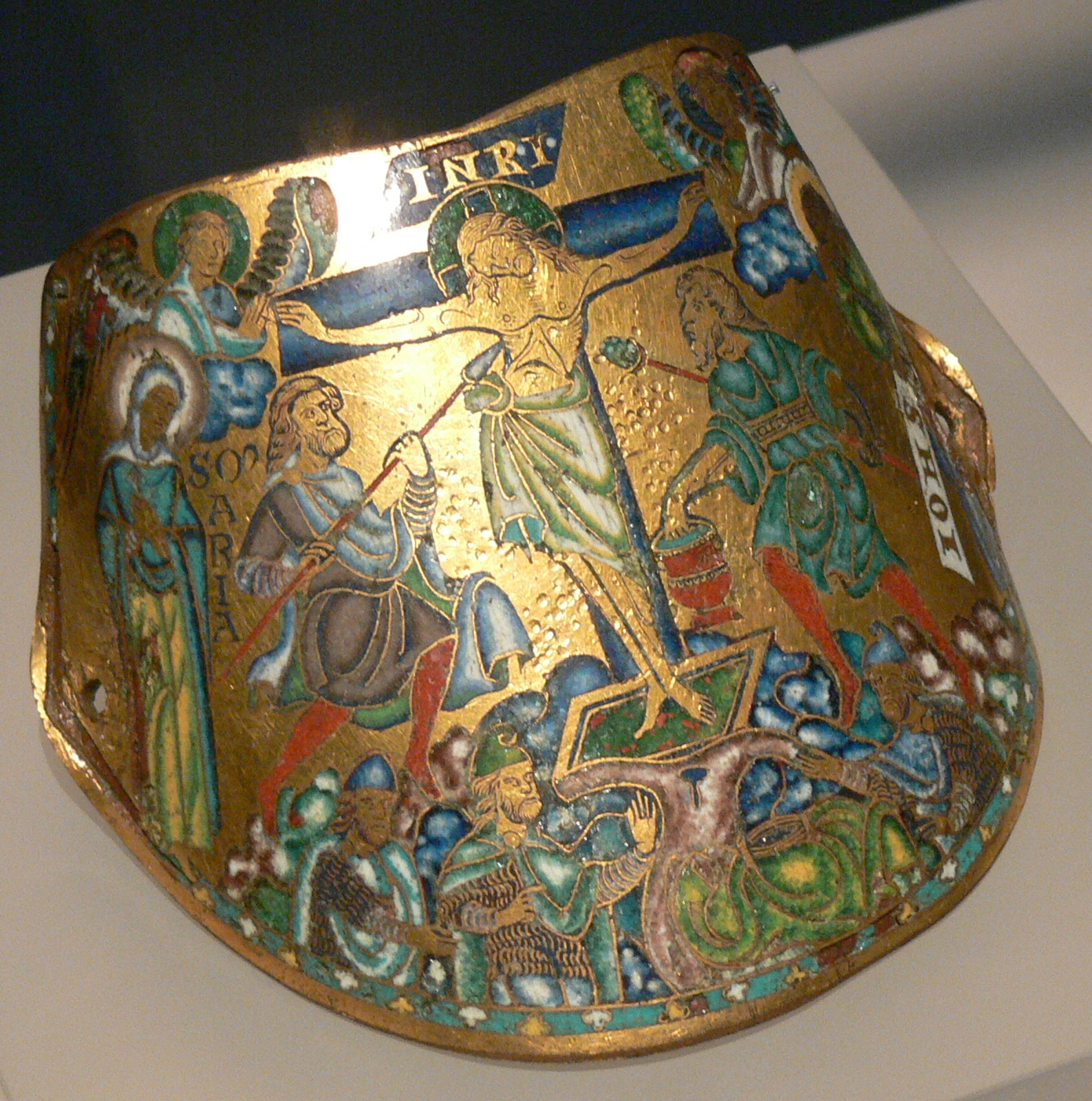
Brazalete (Armilla) que muestra la crucifixión de Cristo (1170/1180)

Se denomina armillae a un tipo de brazalete, parte de las insignias del soberano del Reino Unido. Simbólicamente son conocidos como "los brazaletes de la sabiduría y la sinceridad", son interpretados como una muestra de la protección de Dios, y en tiempos modernos son considerados un símbolo de la unión que vincula al soberano con su pueblo.
En el Reino Unido los armillae han sido utilizados en muchas coronaciones, las piezas más antiguas que existen en el conjunto de joyas de la corona del Reino Unido son las del rey Carlos II, y las más modernas fueron fabricadas para la coronación de la reina Isabel II en 1953. Los armillae de Isabel II fue un regalo a la reina de los gobiernos de varias naciones de la Mancomunidad de Naciones y están fabricados con oro de 22 quilates forrado con terciopelo carmesí.